# Провіденс
Про́віденс (англ. Providence) — місто (англ. city) на північному сході США, в окрузі Провіденс, адміністративний центр штату Род-Айленд. Порт у затоці Наррагансетт Атлантичного океану. Населення — 190 934 особи (2020).

## Географія
Провіденс розташований за координатами 41°49′23″ пн. ш. 71°25′8″ зх. д. / 41.82306° пн. ш. 71.41889° зх. д. (41.823056, -71.418779). За даними Бюро перепису населення США, у 2010 році місто мало площу 53,27 км², з яких 47,66 км² — суходіл та 5,62 км² — водойми.

## Демографія
Згідно з переписом 2010 року, у місті мешкали 178 042 особи в 62 718 домогосподарствах у складі 35 261 родини. Густота населення становила 3342 особи/км². Було 71530 помешкань (1343/км²).
Расовий склад населення:
| - 49,8 % — білих - 16,0 % — чорних або афроамериканців - 6,4 % — азіатів - 1,4 % — корінних американців - 0,1 % — вихідців з тихоокеанських островів - 19,8 % — осіб інших рас |

До двох чи більше рас належало 6,5 %. Частка іспаномовних становила 38,1 % від усіх жителів.
За віковим діапазоном населення розподілялося таким чином: 23,4 % — особи молодші 18 років, 67,9 % — особи у віці 18—64 років, 8,7 % — особи у віці 65 років та старші. Медіана віку мешканця становила 28,5 року. На 100 осіб жіночої статі в місті припадало 93,0 чоловіків; на 100 жінок у віці від 18 років та старших — 89,8 чоловіків також старших 18 років.
Середній дохід на одне домашнє господарство становив 64 839 доларів США (медіана — 40 366), а середній дохід на одну сім'ю — 73 547 доларів (медіана — 47 990). Медіана доходів становила 41 249 доларів для чоловіків та 37 160 доларів для жінок. За межею бідності перебувало 26,9 % осіб, у тому числі 36,0 % дітей у віці до 18 років та 19,3 % осіб у віці 65 років та старших.
Цивільне працевлаштоване населення становило 81 622 особи. Основні галузі зайнятості: освіта, охорона здоров'я та соціальна допомога — 31,6 %, виробництво — 11,7 %, мистецтво, розваги та відпочинок — 11,6 %.

## Економіка
Великий промисловий, торгово-фінансовий і культурний центр країни. Важливий центр виробництва ювелірних виробів, біжутерії, столового срібла та інших виробів з дорогоцінних металів, галантереї. Приладобудування, виробництво медичних інструментів, іграшок, спортивного інвентарю, електротехнічна та радіоелектронна промисловість, верстатобудування. Суднобудування і судноремонт. Текстильна, поліграфічна, гумова, шкіряна, взуттєва промисловість. Університети, зокрема Університет Брауна. Багато старовинних будівель і парків.

## Уродженці
- Льюїс Босс (1846—1912) — американський астроном, член Національної АН США (1889).
- Говард Лавкрафт (1890—1937) — американський письменник.
- Білл Конті (нар. 1942) — американський композитор та диригент.
- Генрі Жиру (нар. 1943) — американський і канадський вчений, педагог, культурний критик.
- Поль Джеремія (нар. 1944) — гітарист та виконавець сільського блюзу й фолк-музики.
- Ґілберт Претт (1892—1954) — американський кінорежисер, актор і сценарист
- Пет Тумі (нар. 1961) — американський політик.
- Пол Гуей (нар. 1963) — американський хокеїст.